# La vida era eso
La vida era eso és una pel·lícula espanyola dramàtica de 2021 dirigida per David Martín de los Santos i protagonitzada per Petra Martínez i Anna Castillo. Va obtenir el guardó com a Millor Pel·lícula en els premis ASECAN, atorgats en el Festival de Cinema Europeu de Sevilla, on també va guanyar el premi a Millor Actriu per a Petra Martínez.

## Sinopsi
María (Petra Martínez) i Verónica (Anna Castillo) són dues immigrants espanyoles de diferents generacions que es troben en un hospital a Bèlgica. Allí comencen a forjar una relació d'amistat i intimitat fins que un inesperat esdeveniment portarà a María, la major, a emprendre un viatge al sud d'Espanya a la recerca de la família de Verónica. Una vegada allí, María començarà a qüestionar-se els seus més sòlids principis.

## Repartiment
- Petra Martínez com María
- Anna Castillo com Verónica
- Florin Piersic Jr. com Luca
- Ramón Barea com José
- Daniel Morilla com Juan
- María Isabel Díaz Lago com Iloveny
- Pilar Gómez com Conchi
- Annick Weerts com Elisa
- Christophe Miraval com Pedro
- Maarten Dannenberg com Julio
- Alina Nastase com Cristina

## Rodatge
El rodatge de la pel·lícula va començar el maig de 2019 al cap de Gata (província d'Almeria), traslladant-se després a Gant (Flandes). Santiago Racaj va ser el director de fotografia i Javier Chavarría el dissenyador de producció, altres crèdits inclouen Tonucha Vidal (director de càsting), Eva Valiño (so) i Miguel Doblado (muntatge).

## Estrena
La pel·lícula va participar en la Secció Oficial de la XVII edició del Festival de Cinema Europeu de Sevilla, celebrat al novembre de 2020. Al maig es va anunciar que la data de llançament de la pel·lícula en cinemes prevista era el 29 d'octubre de 2021. A causa de la COVID-19, l'estrena es va retardar a l'11 de desembre d'aquest mateix any.

## Recepció crítica
L'actuació de Martínez va ser aclamada, Demetrios Matheou de Screen International va escriure que "Martínez, ben entrat els setanta quan va rodar això, fa una actuació forta i minimalista". Escrivint per a Cineuropa, Alfonso Rivera va comentar que "David Martín de los Santos debuta a la ficció amb una humil pel·lícula emotiva i intimista, que recolza la seva temàtica subtil sobre l'experiència experimentada de la gran Petra Martínez".

## Premis i nominacions
| Any  | Premi                                          | Categoria                         | Nominat                           | Resultat  | Ref           |
| ---- | ---------------------------------------------- | --------------------------------- | --------------------------------- | --------- | ------------- |
| 2021 | XXVII Premis Cinematogràfics José María Forqué | Millor actriu (film)              | Petra Martínez                    | Nominat   | [ 10 ]        |
| 2021 | 34ns Premis ASECAN                             | Millor pel·lícula                 | Millor pel·lícula                 | Nominat   | [ 11 ]        |
| 2021 | 34ns Premis ASECAN                             | Millor director                   | David Martín de los Santos        | Nominat   | [ 11 ]        |
| 2021 | 34ns Premis ASECAN                             | Millor guió                       | David Martín de los Santos        | Nominat   | [ 11 ]        |
| 2021 | 34ns Premis ASECAN                             | Millor actriu                     | Petra Martínez                    | Guanyador | [ 11 ]        |
| 2022 | IX Premis Feroz                                | Millor actriu protagonista        | Petra Martínez                    | Guanyador | [ 12 ]        |
| 2022 | IX Premis Feroz                                | Millor actriu de repartiment      | Anna Castillo                     | Nominat   | [ 12 ]        |
| 2022 | I Premis Carmen                                | Millor pel·lícula de ficció       | La vida era eso AIE               | Nominat   | [ 13 ] [ 14 ] |
| 2022 | I Premis Carmen                                | Millor guió                       | David Martín de los Santos        | Nominat   | [ 13 ] [ 14 ] |
| 2022 | I Premis Carmen                                | Millor supervisió de la producció | Damián Paris                      | Nominat   | [ 13 ] [ 14 ] |
| 2022 | I Premis Carmen                                | Millor actriu                     | Petra Martínez                    | Guanyador | [ 13 ] [ 14 ] |
| 2022 | I Premis Carmen                                | Millor cançó original             | Estrella Morente & Fernando Vacas | Nominat   | [ 13 ] [ 14 ] |
| 2022 | I Premis Carmen                                | Millor director novell            | David Martín de los Santos        | Guanyador | [ 13 ] [ 14 ] |
| 2022 | I Premis Carmen                                | Millor muntatge                   | Miguel Doblado                    | Nominat   | [ 13 ] [ 14 ] |
| 2022 | I Premis Carmen                                | Millor actriu secundària          | Pilar Gómez                       | Nominat   | [ 13 ] [ 14 ] |
| 2022 | 77nes Medalles del CEC                         | Millor director revelació         | David Martín de los Santos        | Pendent   | [ 15 ]        |
| 2022 | 77nes Medalles del CEC                         | Millor actriu                     | Petra Martínez                    | Pendent   | [ 15 ]        |
| 2022 | XXXVI Premis Goya                              | Millor actriu                     | Petra Martínez                    | Nominada  | [ 16 ]        |
| 2022 | XXXVI Premis Goya                              | Millor nou director               | David Martín de los Santos        | Nominat   | [ 16 ]        |